# اگراهرا، ارسیکر
اگراهرا، ارسیکر (به انگلیسی: Agrahara, Arsikere) یک روستا در هند است که در کارناتاکا واقع شده‌است.